# Бертем
Бертем (на нидерландски: Bertem) е селище в Централна Белгия, окръг Льовен на провинция Фламандски Брабант. Намира се на 4 km западно от центъра на град Льовен. Населението му е около 9220 души (2006).